# Flaxweiler
Flaxweiler é uma comuna do Luxemburgo, pertence ao distrito de Grevenmacher e ao cantão de Grevenmacher.

## Demografia
Dados do censo de 15 de fevereiro de 2001:
- população total: 1.413
  - homens: 735
  - mulheres: 678
- densidade: 46,83 hab./km²
- distribuição por nacionalidade:

| Nacionalidade  | População | %      |
| -------------- | --------- | ------ |
| luxemburgueses | 1.169     | 82,73% |
| estrangeiros   | 244       | 17,27% |
| - portugueses  | 79        | 5,59%  |
| - franceses    | 12        | 0,85%  |
| - italianos    | 13        | 0,92%  |
| - belgas       | 17        | 1,20%  |
| - alemães      | 38        | 2,69%  |
| - iuguslavos   | 5         | 0,35%  |
| - outros       | 80        | 5,66%  |

- Crescimento populacional:

| Ano        | População |
| ---------- | --------- |
| 15/02/2001 | 1.413     |
| 01/01/2002 | 1.428     |
| 01/01/2003 | 1.502     |
| 01/01/2004 | 1.585     |
| 01/01/2005 | 1.612     |